# Divisione Calcio a 5

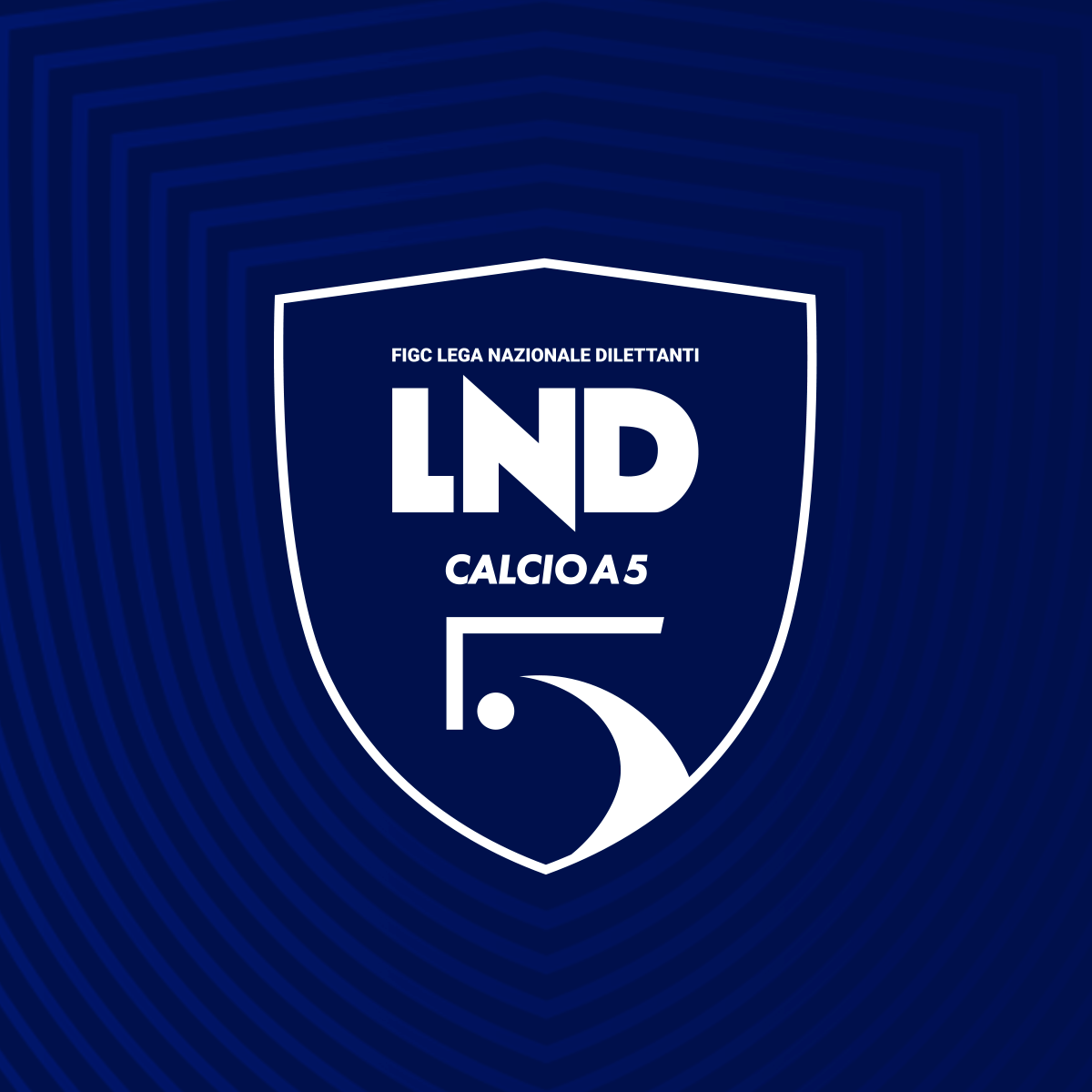
Logo della Divisione Calcio a 5 dal 2021

La Divisione Calcio a 5 è l'organo della Federazione Italiana Gioco Calcio che gestisce l'attività del calcio a 5 in Italia. La sede ufficiale è in Viale Tiziano 25, Roma RM.

## Storia
L'idea di una federazione del gioco nacque nel 1978 in occasione della Federcalcetto, ma sino al 1983 per via di una suddivisione interna vi furono due campionati. Il primo campionato di calcio a 5 della FIGC si tenne l'anno successivo, grazie al suo affiliato il Comitato Nazionale Calcetto, era divisa in due fasi: la prima a gironi e la seconda ad eliminazione. Il primo vincitore fu la Roma Barilla.
Il 5 novembre del 1989 l'assemblea nazionale delle società di calcio a 5 delegò la gestione del calcio a 5 alla Lega Nazionale Dilettanti tramite l'organismo della Divisione Calcio a 5, il cui primo presidente fu Antonio Sbardella.
L'attuale presidente è Stefano Castiglia, eletto il 4 settembre 2024.

## Organigramma
- Presidente: Stefano Castiglia
- Vice Presidente Vicario: Leonardo Todaro
- Vice Presidente: Andrea Farabini

Consiglieri
- Donato Giovanni Allegrini
- Ugo Colombo
- Umberto Ferrini
- Francesco Novello
- Stefano Salviati
- Antonio Scocca

## Presidenti
|  | Antonio Sbardella                     | 1989 | 1992      |
|  | Marcello de Luca Tamajo               | 1992 | 1997      |
|  | Fabrizio Tonelli                      | 1997 | 2016      |
|  | Andrea Montemurro                     | 2016 | 2020      |
|  | Gabriele Di Gianvito (vicepresidente) | 2020 | 2020      |
|  | Giuseppe Caridi (commissario)         | 2020 | 2021      |
|  | Luca Bergamini                        | 2021 | 2024      |
|  | Stefano Castiglia                     | 2024 | in carica |